# Vivid (chanson de BoA)
Pour les articles homonymes, voir Vivid.
Singles de BoA
Be with you.
(2008) Eien
(2009)
Vivid est le 27e single de BoA sorti sous le label Avex Trax le 4 juin 2008 au Japon. Il atteint la 5e place du classement de l'Oricon et reste classé 6 semaines pour un total de 29 304 exemplaires vendus. La chanson Sparkling se trouve sur la compilation Best and USA.
Kissing you a été utilisé comme thème musical pour le drama Shichinin no Onna Bengoshi 2.

## Liste des titres
| 1. | Kissing you                 |  |
| 2. | Sparkling                   |  |
| 3. | Joyful Smile                |  |
| 4. | Kissing you (instrumental)  |  |
| 5. | Sparkling (instrumental)    |  |
| 6. | Joyful Smile (instrumental) |  |

| 1. | Vivid (Jacket Shooting Off Shot) + Kissing you & Sparkling (Music Clip Digest) |  |

| 1. | Kissing you (Music Clip)                                        |  |
| 2. | Sparkling (Music Clip)                                          |  |
| 3. | BoA TV 2nd Season -Kissing you & Sparkling- (Music Clip Making) |  |